# Chiesa della Sacra Famiglia (Palermo)
La chiesa della Sacra Famiglia al Papireto è un edificio di culto situato nel centro storico di Palermo. L'aggregato monumentale è altrimenti noto localmente come «Cappuccinelle», unitamente al monastero è ubicato nel quartiere del Papireto.

## Storia
- 1715 settembre, Il monastero e la chiesa dedicati alla Sacra Famiglia, sono fondati come Conservatorio di «giovani donzelle» per opera del cappuccino Angelo del Monte e di Carlo Palminteri nella contrada prossima al Noviziato dei Gesuiti.
- 1735, Edificazione del monastero vero e proprio.[2]
- 1750, Solenne consacrazione presieduta dall'arcivescovo José Alfonso Meléndez.[2]

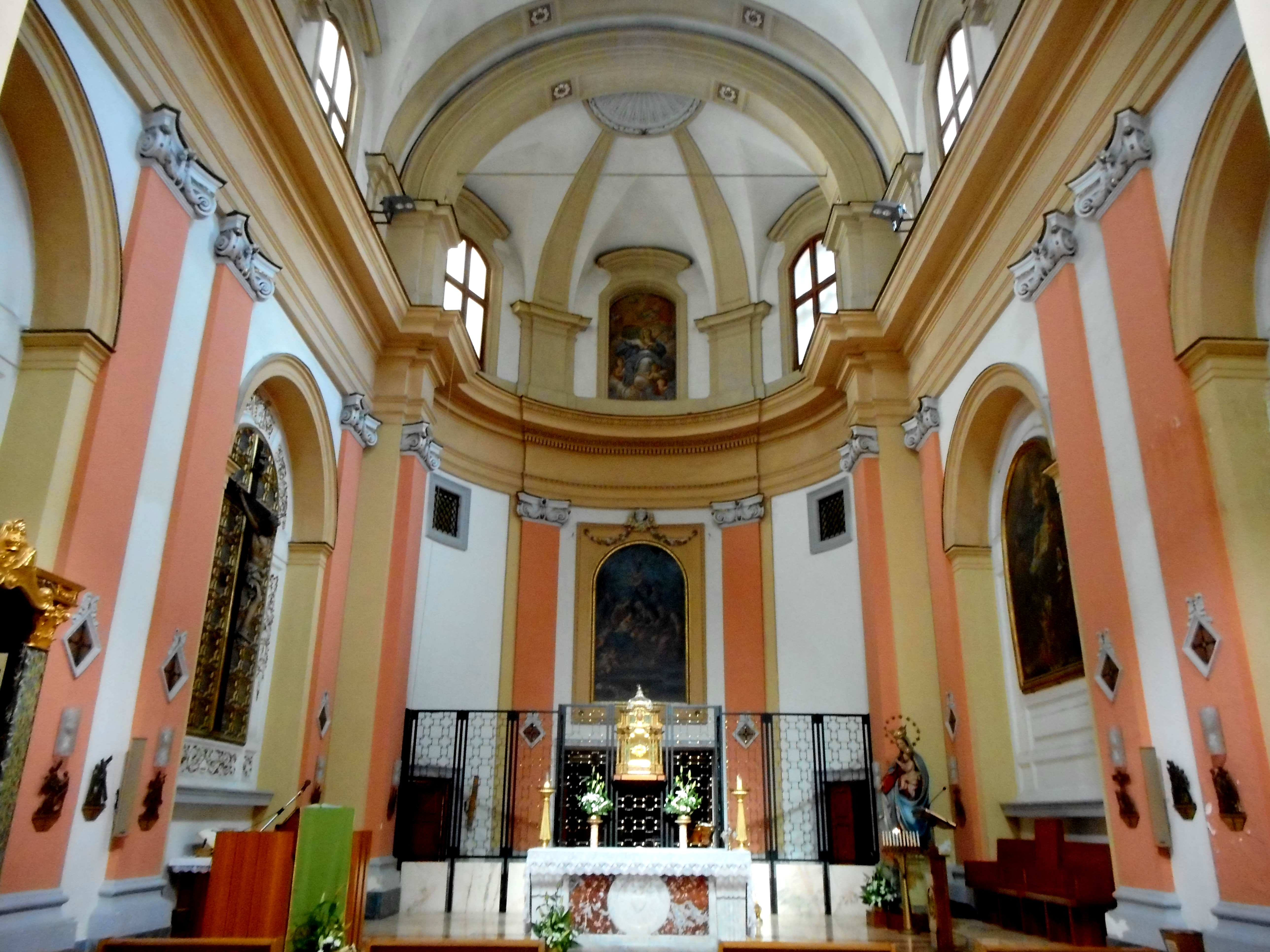
Interno

## Conservatorio di «giovani donzelle»
- 1715, Nasce il Conservatorio di «giovani donzelle» per iniziativa del cappuccino padre Angelo del Monte e di don Carlo Palminteri, nella contrada prossima al Noviziato dei Gesuiti.

## Monastero delle Cappuccinelle
- Monastero della Sacra Famiglia o delle «Cappuccinelle» di San Francesco.[3]
- 1732, Acquisto del terreno nei pressi di «Porta d'Ossuna».
- 1735, Ingresso delle monache provenienti dal Conservatorio di fronte al Noviziato dei Padri Gesuiti.[2]

Accanto esiste ancora il monastero abitato dalle Cappuccinelle che praticano ancora una vita di stretta clausura in estrema povertà fatta di elemosina.
Nel parlatorio è custodita una piccola statua di Gesù Bambino, attribuito al Bagnasco, che veniva "punito" durante la guerra e spesso era girato con la faccia verso il muro fintanto che non si raccoglieva il vitto elemosina necessario per il sostentamento delle clarisse. Caratteristica l'abbigliamento del Bambinello intercambiabile a seconda delle necessità.

## Cripta
Nella sottostante cripta costituita da corridoi e loculi, assieme alle clarisse molte dame di lignaggio disponevano la sepoltura con l'abito delle «cappuccinelle». Questo sotterraneo non è accessibile e risulta in parte distrutto dai lavori di ammodernamento della chiesa.